# Lårdal
Lårdal är en kyrkby i Tokke kommun i Telemark fylke i södra Norge. Byn ligger vid änden av fylkesväg 3402, vid norra stranden av sjön Bandak.
Byn utgjorde tidigare centralort i dåvarande Lårdals kommun i Telemark fylke.

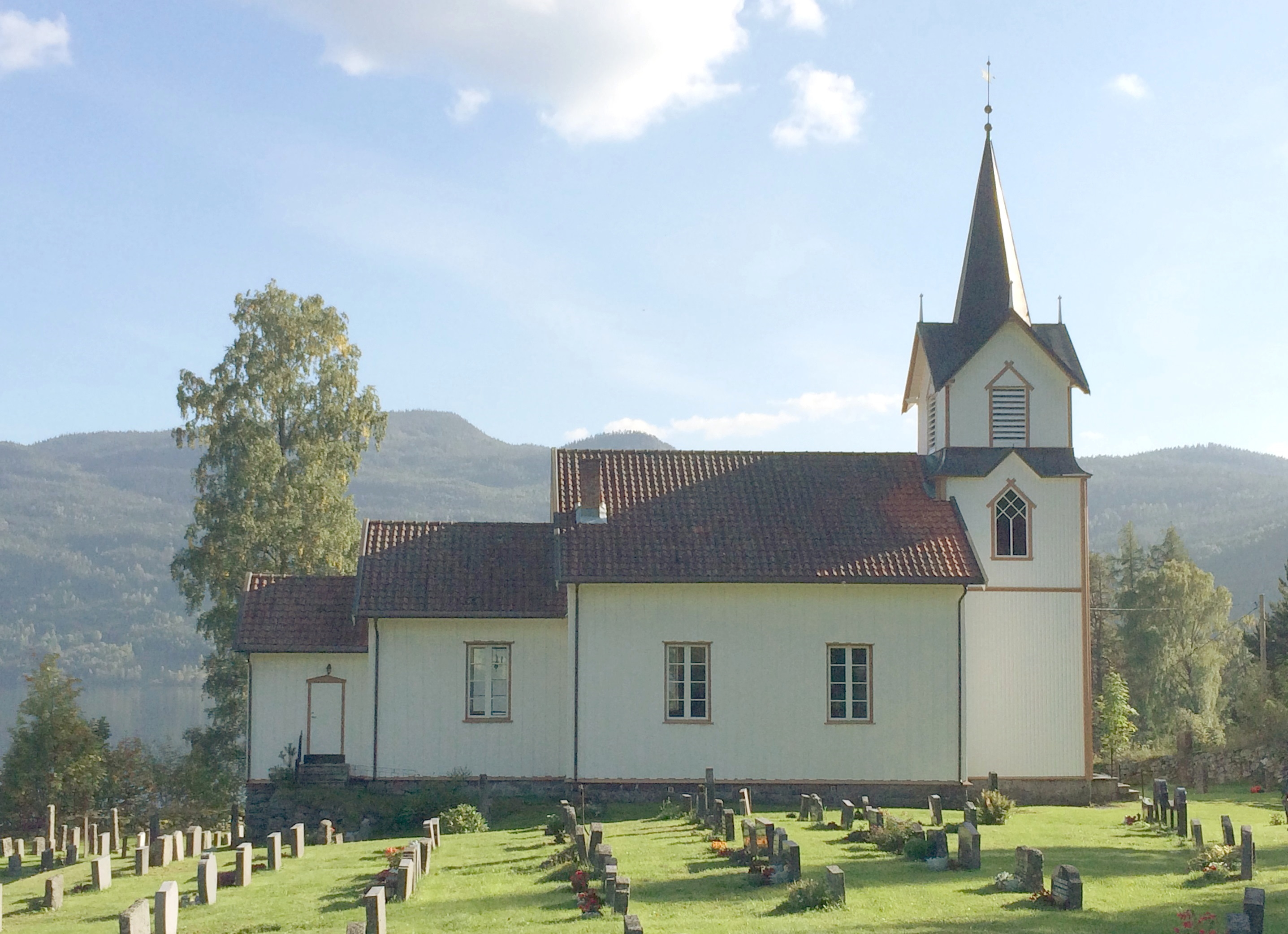
Lårdals kyrka.